# Kościół św. Michała Archanioła w Łużkach
Kościół św. Michała Archanioła w Łużkach – kościół parafialny (po pijarski) w Łużkach.

## Historia
24 sierpnia 1741 roku właściciel majątku Łużki, kasztelan połocki Walerian Żaba ufundował kościół i klasztor dla Zgromadzenia Księży Szkół Pobożnych - Pijarów. Kościół został wybudowany z cegły w latach 1744-1756. 
W 1832 r. (wg innych źródeł w 1833 r.), po upadku powstania listopadowego, zamknięto kolegium z 6 klasową szkołą, skasowano klasztor i wygnano zakonników. Ok. 1835 r. kościół był opuszczony. W 1843 r. kościół przebudowano na świątynię prawosławną, a klasztor zniszczono. 8 września 1851 r. kościół poświęcił biskup wileński ks. Wacław Żyliński (wg tablicy znajdującej się w kościele).
Po odzyskaniu niepodległości przez Polskę, świątynia wróciła w ręce katolików. W 1949 r. kościół zamknięto. W budynku kościoła przechowywano nawozy sztuczne. W 1988 r. świątynię zwrócono katolikom i po odnowieniu ponownie otwarto w 1990 r.

## Architektura
Kościół ma status pomnika architektury późnego baroku z charakterystycznymi cechami i bogactwem dekoracyjnej rzeźby. Sklepienie ozdobione jest ornamentami i malowidłami. Ołtarz główny ozdobiony był drewnianymi figurami, które uległy zniszczeniu. Nad wejściem znajduje się chór z falistą balustradą.

Galeria
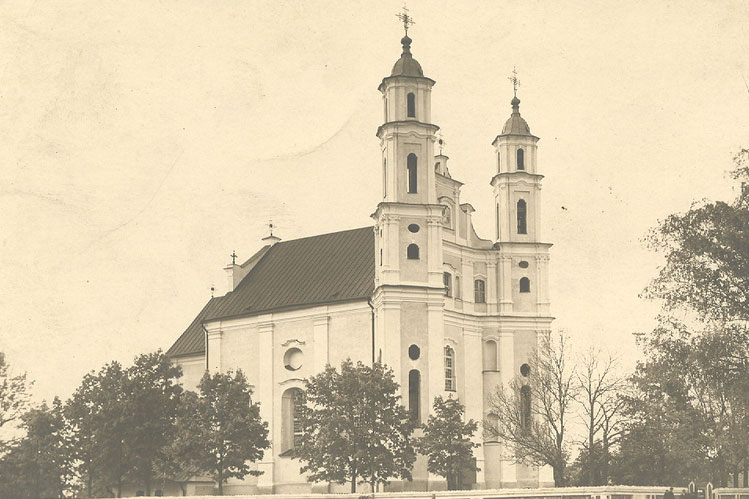
Kościół przed 1915 r.
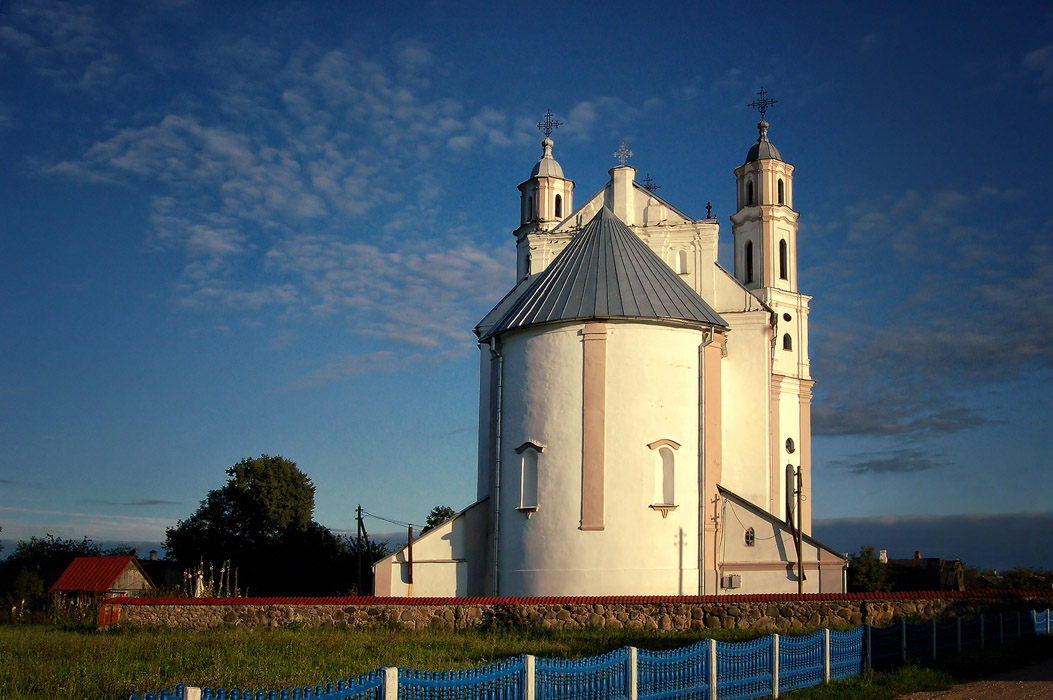
Apsyda
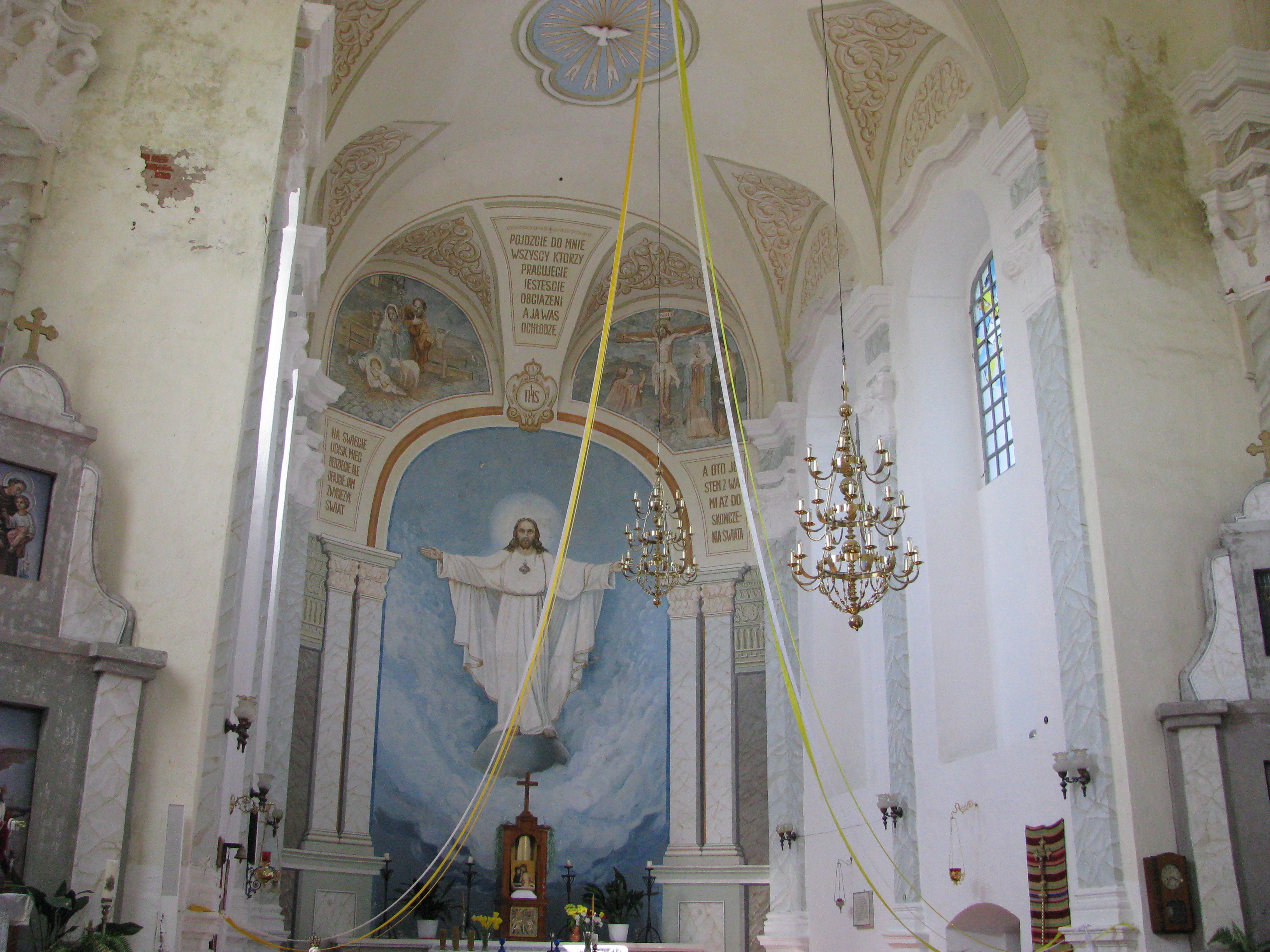
Wnętrze